# Ditsong National Museum of Natural History

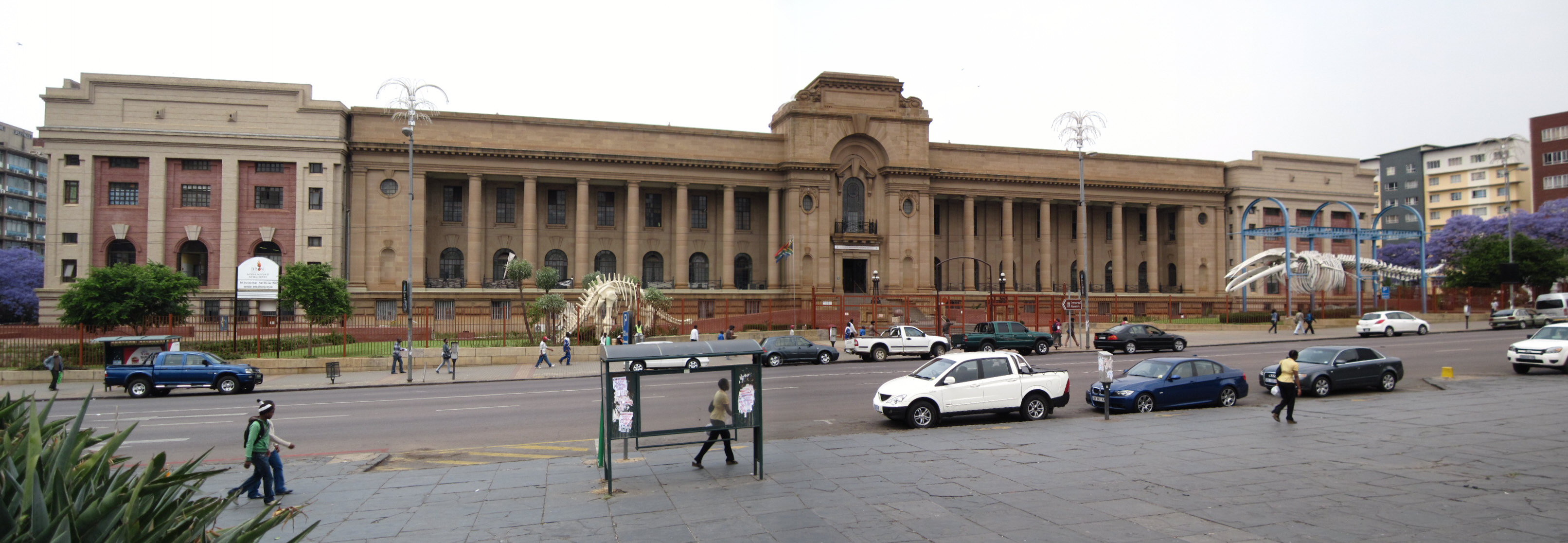
Blick auf das Museum mit Paul Kruger Street

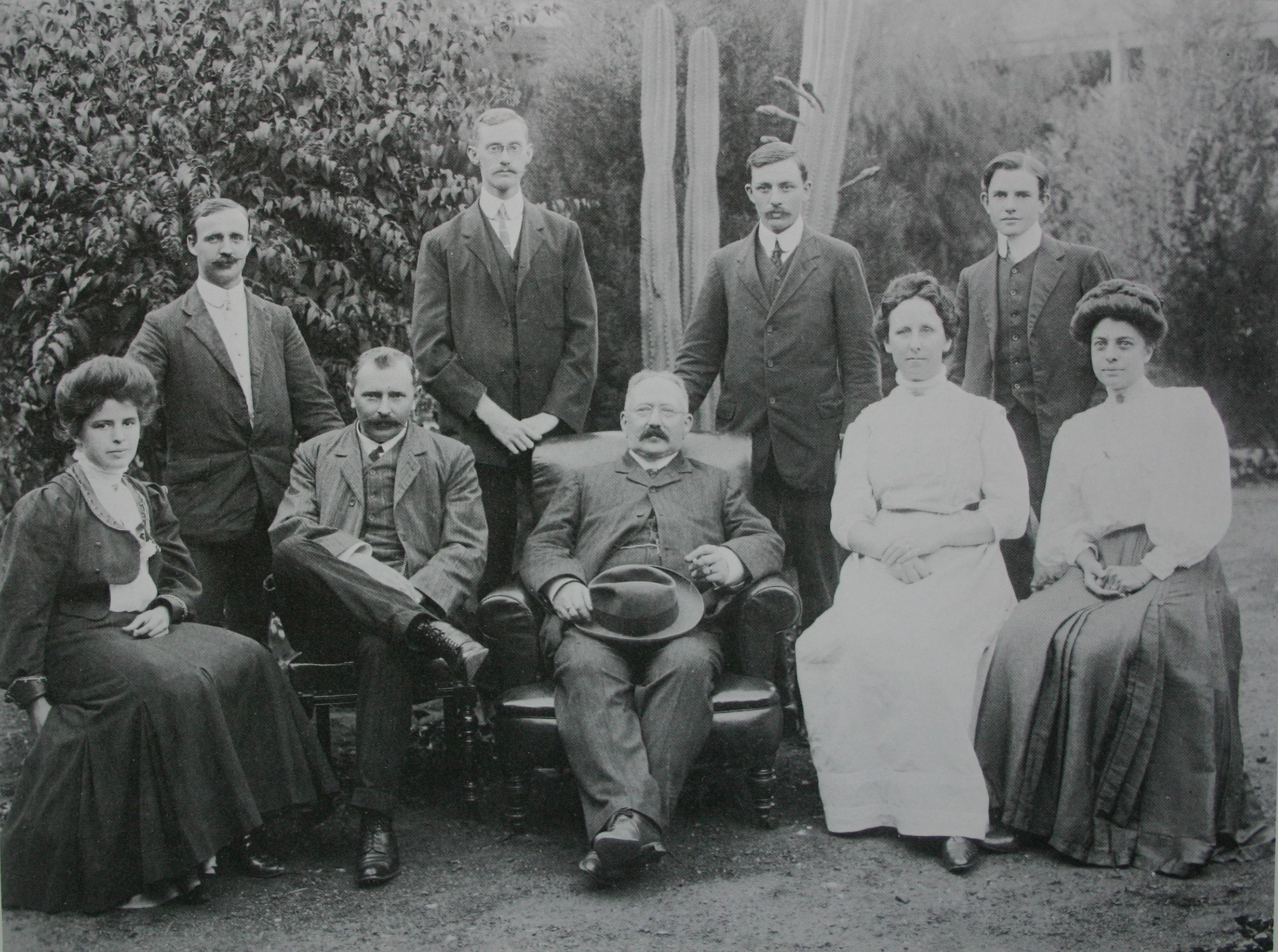
Mitarbeiter des Transvaal Museum 1909

Das Ditsong National Museum of Natural History (deutsch etwa: „Kulturelles Erbe: Nationales Naturhistorisches Museum“ nach setso (Sesotho, „Kultur“, ditso als Pluralform)) ist ein Museum in der südafrikanischen Hauptstadt Pretoria. Es ist für seine Sammlung an menschlichen Fossilien aus dem Pliozän und Pleistozän bekannt.

## Geschichte
Am 1. Dezember 1892 wurde im Ou Raadsaal, dem Parlamentsgebäude der damaligen Südafrikanischen Republik, das Staatsmuseum gegründet. Es wurde später als Transvaal Museum bezeichnet und erhielt 1910 ein eigenes, repräsentatives Gebäude in der Paul Kruger Street gegenüber dem Rathaus der Metropolgemeinde Tshwane. 
1999 wurde das Museum mit dem Pretoria National Cultural History Museum und dem South African Museum of Military History in Johannesburg als Northern Flagship (etwa: „Nördliches Flaggschiff“) zusammengelegt. Im April 2010 wurde die Bezeichnung in Ditsong National Museum of National History geändert. Unter der Bezeichnung Ditsong werden acht Museen zusammengefasst, darunter sieben Museen in Pretoria:
- National Museum of Natural History
- National Museum of Cultural History
- National Museum of Military History
- Pioneer Museum
- Sammy Marks Museum
- Tswaing Meteorite Crater
- Kruger Museum
- William Prinsloo Agricultural Museum

Zu den Mitarbeitern gehörten John Hewitt (1880–1961) und Elisabeth Vrba (1942–2025). 1990 bis 2009 wirkte John Francis Thackeray am Museum, zuletzt als Leiter.

## Museumsgebäude
Das langgestreckte, neoklassizistische Gebäude mit achsensymmetrischer Fassade ist aus Sandstein erbaut. Links und rechts vom erhöhten Portal stehen entlang der gesamten Vorderfront Säulen. Auf beiden Seiten wurden Anbauten im ähnlichen Stil hinzugefügt. Auf der Rückseite gibt es von Tonnendächern aus Glas überdeckte Flächen. Eine Grünanlage vor dem Haus gehört ebenfalls zum Museum. 

## Sammlung und Aktivitäten

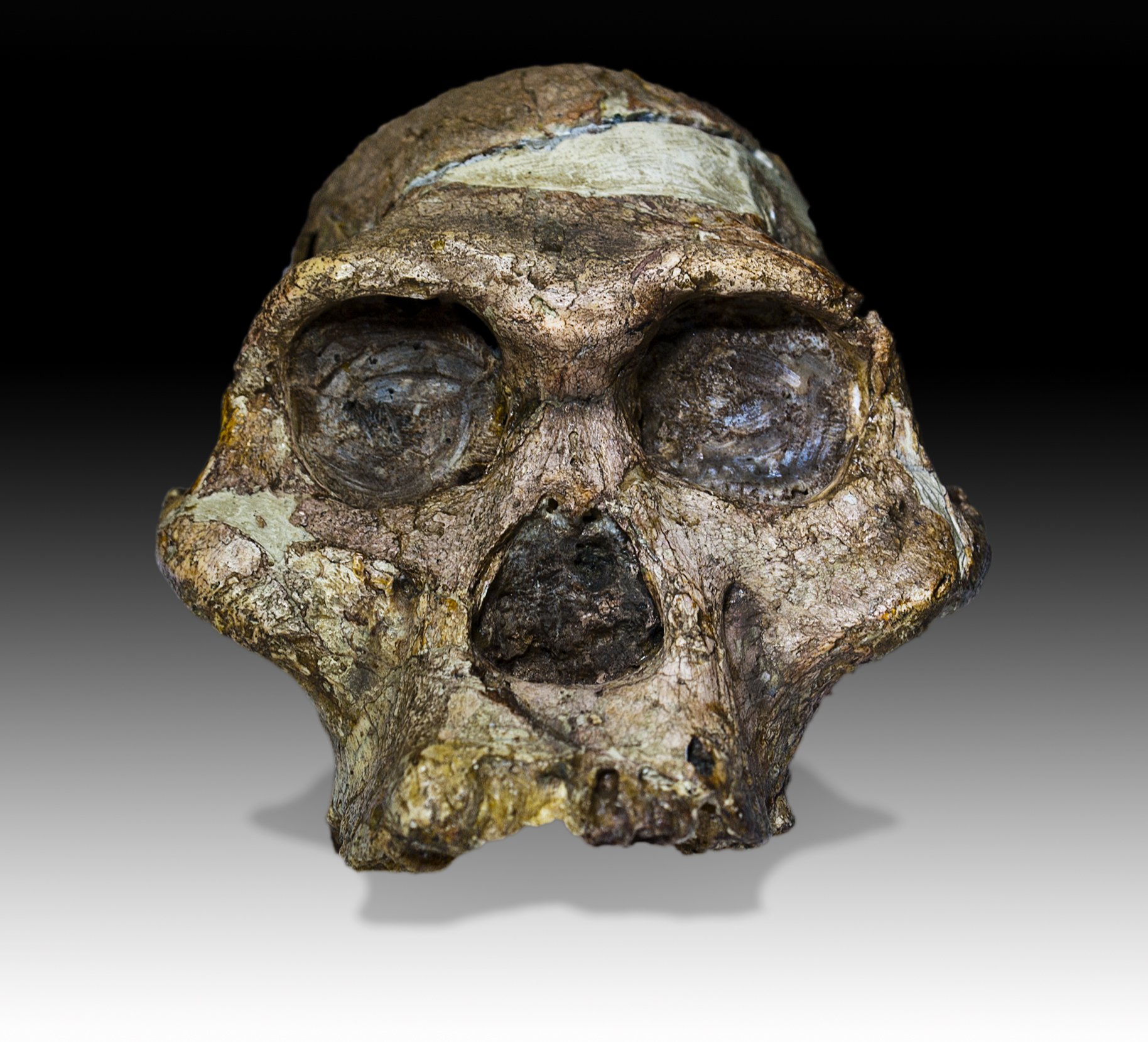
Mrs. Ples

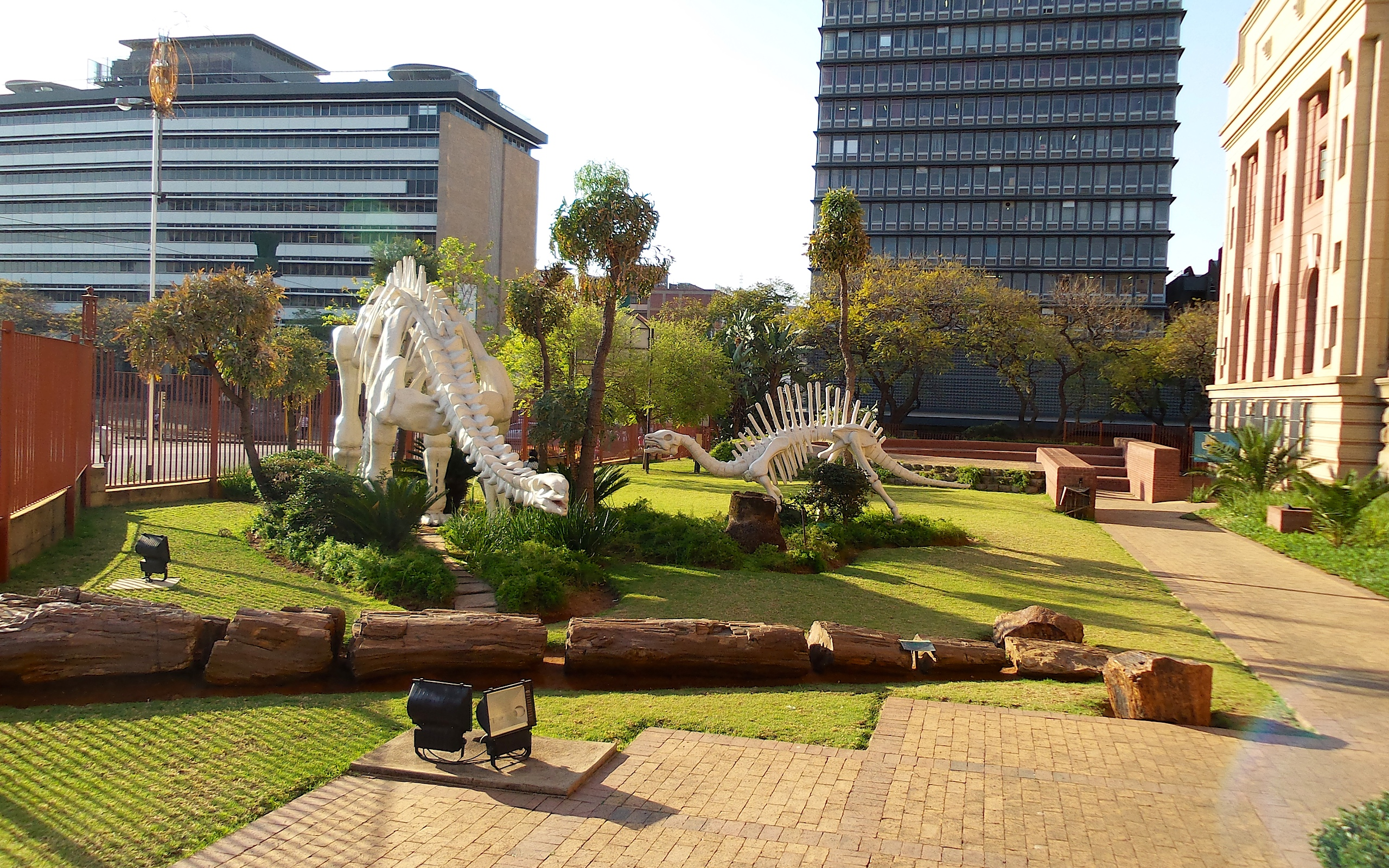
Prähistorische Tierskelette vor dem Museum

Das Museum zeigt bedeutende Funde von Hominiden aus den Grabungsstätten Sterkfontein, Swartkrans und Kromdraai, die als Wiege der Menschheit bezeichnet werden. Dazu zählt der Schädel von Mrs. Ples, der besterhaltene Schädel eines Australopithecus africanus.
Zu den weiteren Exponaten gehören versteinerte Skelette von Therapsiden und Dinosauriern sowie zahlreiche weitere Tierpräparate, darunter auch viele Wirbellose.

## Bibliothek und Aktivitäten
Das Museum verfügt über eine Bibliothek, die auf Zoologie, Paläontologie und die Geschichte der Tierwelt im südlichen Afrika spezialisiert ist.
Es gibt die Zeitschriften Annals of the Ditsong National Museum of Natural History und Monographs of the Ditsong National Museum of Natural History heraus. 
Das Museum bietet zahlreiche museumspädagogische Aktivitäten an, etwa für Schüler.